# 纪大为
纪大为（義大利語：Davide Giglio，直译达维德·吉利奥，曾用中文名李大为，1966年12月25日—），意大利外交官，曾任意大利驻台代表。

## 生平
1966年12月25日，纪大为出生于意大利西西里岛的锡拉库萨。1991年毕业于佛罗伦萨大学，获政治学（国际关系）学位。纪大为掌握英语、法语、德语和西班牙语，略懂中文（2012年通过汉语水平考试HSK三级）和日语（2010年通过日本语能力测试N5级）。已婚，育有两个孩子。

### 外交工作
纪大为1994年3月进入意大利外交部工作。1998年至2001年派驻巴基斯坦伊斯兰堡，2001年至2005年派驻意大利駐香港總領事館。2007年至2011年，任意大利驻大阪总领事。2011年至2015年派驻北京，任意大利驻华大使馆副馆长（公使衔参赞）。在北京任职期间，使用中文名李大为。
2015年至2018年，纪大为任意大利外交与国际合作部亚太司副司长兼东北亚办公室（第8办）主任。
2019年1月7日至2024年6月，派駐臺灣接任義大利經濟貿易文化推廣辦事處代表（全权公使衔）。

## 荣誉

### 意大利勋章奖章
- 意大利共和国功绩骑士勋章（義大利語：Ordine al merito della Repubblica italiana）（2004年12月27日[6]）
- 意大利共和国功绩军官勋章（義大利語：Ordine al merito della Repubblica italiana）（2016年10月10日[6]）